# Reichsinteresse
Als Reichsinteresse (schwedisch riksintresse) wird in Schweden ein Gebiet oder einzelnes Objekt bezeichnet, das als von staatlicher Bedeutung ausgewiesen ist. Zuständig ist das schwedische Zentralamt für Wohnungswesen, Bauwesen und Raumplanung Boverket in Absprache mit den Teilbehörden. Diese Gebiete kommen Schutzgebieten, in einigen Fällen auch Sperrgebieten gleich.
Reichsinteresse kann in allen behördlichen Bereichen bestehen. Zentral wird innerhalb des Naturschutzes (naturvård), Kulturgüter (kulturmiljövård) und Freiland (friluftsliv) unterschieden. Bei der Umsetzung finden sowohl das Umweltgesetzbuch (Miljöbalken) als auch das Plan- und Baugesetz (Plan- och bygglagen, PBL) Anwendung. Auch andere Bereiche können als Reichsinteresse gelten, wobei generell immer die zuständige Behörde in deren Aufgabenbereich dieses fällt, ein solches benennt.
So ist das Riksantikvarieämbetet für den Bereich Kulturgüter, das Naturvårdsverket für Natur und Umwelt, das Försvarsdepartementet für Anlagen der Verteidigung, das Trafikverket (und andere) für Anlagen der Infrastruktur wie Straßen und Wege und die Staatliche Kernkraftinspektion etwa für Anlagen zur Verwahrung von Atommüll zuständig.

## Beispiele
Als Beispiele für Reichsinteressen können unter anderem genannt werden:
- die Innenstadt von Göteborg[7]
- die Innenstadt von Visby[8]
- Ales stenar[7]
- Stockholms Küsten- und Schärenhof[9]
- Mälaren mit Inseln und Strandgebieten[9]
- sämtliche Natura 2000-Gebiete[9]
- Hallandsåsen[10]
- Flughafen Stockholm/Arlanda[11]
- Truppenübungsplatz Toftafältet auf Gotland[12]
- die Universität Lund